# Mersudin Jukić
Mersudin Jukić (* 13. November 1984 in Zvornik, SFR Jugoslawien) ist ein österreichischer Fußballspieler bosnisch-herzegowinischer Abstammung.

## Karriere

### Spielerkarriere
Jukić begann in seiner Jugend bei der ÖTSU Oberhofen am Irrsee und wechselte anschließend zum PSV Schwarz-Weiß Salzburg. In Salzburg schaffte er den Übergang in die Kampfmannschaft. Er schoss für den PSV SW Salzburg im Finale des Salzburger Landescups 2005 den Führungstreffer. Beim Stand von 2:0 verletzte er sich, und der PSV verlor gegen die Amateure von Austria Salzburg im Elfmeterschießen.
Ab 2005 stand Jukić beim LASK in der Ersten Liga unter Vertrag. In der Saison 2005/06 brachte er es auf 17 Einsätze und erzielte dabei zwei Tore. Während der Wintertransferzeit 2007 wechselte Jukić zu DSG Union Perg. In der Saison 2007/08 spielte Jukić für den Regionalligisten SV Gmunden. Von Juli 2008 bis 2009 spielt er beim SV Austria Salzburg. Jukic wechselte im Juli 2009 zum SV Grödig, mit welchem er im selben Jahr Meister in der Regionalliga West und mit 24-Saisontoren bester Torschütze von Grödig wurde. Am 31. Jänner 2013 gab der SV Austria Salzburg die Rückkehr von Jukić bekannt. Der Wechsel aus dem SV Grödig erfolgte jedoch nur für kurze Zeit, da er bereits im Juli 2013 zu Union Vöcklamarkt weiterwechselte. Bei Union Vöcklamarkt spielte der Offensivspieler von Juli 2013 bis Juni 2014 in der Regionalliga und absolvierte sieben Spiele, davon sechs von Beginn an. In dieser Zeit erzielte er drei Treffer. Die Saison 2014/15 war von häufigen Vereinswechseln geprägt. Zunächst war Jukić von Juli bis Dezember 2014 beim SV Wals-Grünau tätig, bevor er im Januar 2015 zum FC Munderfing wechselte. Dort blieb er bis Juni 2015.
Eine besonders erfolgreiche Phase erlebte der Torjäger beim SV Friedburg von Juli 2015 bis Juni 2016. In der Landesliga West erzielte er in der Saison 2015/2016 insgesamt 35 Tore, was seine außergewöhnliche Torgefährlichkeit unterstrich. Diese Leistung machte ihn zu einem der erfolgreichsten Torschützen der Liga.
Im Juli 2016 kehrte Jukić zum SV Grödig zurück, wo er bereits von 2009 bis 2013 gespielt hatte. Diese zweite Phase bei Grödig dauerte bis Juni 2021 und stellte mit fünf Jahren die längste Vereinszugehörigkeit in diesem Zeitabschnitt dar.
Während seiner Zeit bei Grödig gab es eine wichtige Zwischenstation beim SAK 1914 ab Januar 2018. Diese Zeit war von großem Erfolg geprägt, da er regelmäßig traf und ein wichtiger Spieler für den Verein wurde. In einem denkwürdigen Spiel gegen Austria Salzburg am 24. März 2018 erzielte er zwei Tore beim 5:1-Sieg des SAK. Auch gegen den FC Puch am 18. August 2018 trug er mit seinem Treffer zum 3:0-Endstand bei.
Der Höhepunkt seiner Torjägerlaufbahn war die Saison 2019/2020, in der Jukić Torschützenkönig der Regionalliga West wurde und 22 Volltreffer erzielte. Diese Auszeichnung bewies seine anhaltende Qualität auch im fortgeschrittenen Alter.
Im Januar 2021 kehrte der erfahrene Angreifer erneut zum SV Friedburg zurück. Der Verein warb dabei mit seiner früheren Torausbeute und seiner Erfahrung als Torschützenkönig der Regionalliga West.

### Trainerkarriere
Ende November 2023 beendete Jukić seine aktive Spielerlaufbahn beim FC Puch und übernahm gleichzeitig das Amt des Cheftrainers bei diesem Verein. Nach dem Abgang von Andreas Fötschl war er zunächst als Spielertrainer tätig, bevor er sich vollständig auf die Trainerrolle konzentrierte.
Die Zeit als Trainer beim FC Puch war jedoch von Schwierigkeiten geprägt. Nach einem enttäuschenden Saisonstart 2024/25 mit nur 13 Punkten aus den ersten zehn Spielen trennte sich der Verein am 2. Oktober 2024 von Jukić. Seit April 2025 arbeitet Mersudin Jukić als Co-Trainer beim USC Abersee.

## Erfolge
- Salzburger Landesligameister: 2001/02
- Salzburger Landescupfinalist: 2004/05
- Vizemeister der Ersten Liga: 2005/06
- Meister der 2. Landesliga Nord Salzburg: 2008/09
- Meister der Regionalliga West: 2009/10

## Privates
Sein Sohn Sanel (* 2007) ist ebenfalls Fußballspieler und begann seine Vereinskarriere im Dezember 2014 beim SV Wals-Grünau, bei dem sein Vater damals in der Kampfmannschaft spielte. Bereits im Folgejahr kam er zum USK Anif, bei dem er sämtliche Nachwuchsspielklassen durchlief und um 2019/20 kurzzeitig auch im Jugendbereich des Salzburger AK 1914 aktiv war. Beim USK Anif war er ab November 2022 in der zweiten Mannschaft mit Spielbetrieb in der siebentklassigen 1. Klasse Nord im Einsatz und kam ab Mai 2023 zu Einsätzen in der ersten Mannschaft in der Regionalliga Salzburg. In der Winterpause 2023/24 wechselte er zum FC Puch in die Salzburger Liga, bei dem sein Vater zu dieser Zeit noch selbst aktiv war und auch das Traineramt ausübte. Nach zahlreichen Einsätzen in der ersten aber auch der zweiten Mannschaft des Klubs tat sich für Sanel Jukic in der Winterpause 2024/25 ein Wechsel zum Regionalligisten SV Kuchl auf, bei dem er fortan ebenfalls abwechselnd in der ersten und zweiten Mannschaft zum Einsatz kam.